# Pomnik Holocaustu w Tel Awiwie
Pomnik Holocaustu (hebr. אנדרטה לשואה ולתקומה) – jest pomnikiem położonym na placu Rabina w osiedlu Centrum Tel Awiwu w mieście Tel Awiw, w Izraelu. Znajduje się on naprzeciw Ratusza w Tel Awiwie.

## Historia
Pierwotny pomysł wystawienia pomnika na głównym placu miejskim został przedstawiony na Radzie Miejskiej w 1951. Podjęto wówczas decyzję o budowie pomnika żołnierzy, którzy polegli w obronie miasta podczas Wojny o Niepodległość (1948–49). Dodatkowo zatwierdzono plan utworzenia Parku Niepodległości.
W 1965 architekt Abraham Yaski Powsner przedstawił kompleksowy plan zabudowy parku Rabina. Przewidywał on wystawienie na placu pomnika ofiar Holocaustu. W 1972 władze miejskie powołały specjalną komisję, która miała rozstrzygnąć w jaki sposób będzie zagospodarowany plac i w jakiej formie będzie nowy pomnik. Do realizacji wybrano projekt rzeźbiarza Yigala Tumarkina. Został on wystawiony w 1975.

## Opis pomnika
Pomnik jest umieszczony na placu Rabina, w pobliżu skrzyżowania ulic Ibn Gabirol z Frishmana. Struktura pomnika została wykonana z metalu, betonu i szkła. Główną część pomnika stanowi odwrócona do góry nogami piramida, którą pomalowano w żółte pasy. U jej podstawy wyrasta z ziemi druga mniejsza piramida. Razem tworzą one gwiazdę Dawida - będąc w kolorze żółtym w sposób symboliczny przedstawiają one znak hańby noszony przez Żydów podczas Holocaustu.